# Aldama (gmina)
Aldama – gmina w stanie Tamaulipas w Meksyku. Jej powierzchnia wynosi 3655,7 km², a według spisu ludności przeprowadzonego w 2005 roku, zamieszkuje ją 27 676 osób.